# Le Temple (Loir-et-Cher)
Temple – miejscowość i gmina we Francji, w Regionie Centralnym, w departamencie Loir-et-Cher.
Według danych na rok 1990 gminę zamieszkiwało 150 osób, a gęstość zaludnienia wynosiła 11 osób/km² (wśród 1842 gmin Regionu Centralnego Temple plasuje się na 987. miejscu pod względem liczby ludności, natomiast pod względem powierzchni na miejscu 958.).